# Nanjira Sambuli
Nanjira Sambuli   (Kenya, 1988) és una activista kenyana, destacada en el camp de la lluita contra les desigualtats a les noves tecnologies.

## Trajectòria
Llicenciada en Ciències actuarials per la Universitat de Nairobi el 2011, va treballar com a gerent de promoció d'igualtat digital a la Fundació World Wide Web.
Entre el 2013 i el 2016 va ser gerent de recerca d'iHub a Nairobi. El 2016 era membre del consell d'administració de mySociety, membre de la junta del Centre d'Investigació de Polítiques de Mitjans i també de la junta assessora africana de Sum of Us.
Ha parlat en diverses conferències i esdeveniments sobre polítiques digitals i altres, com re:publica 2019, Open Up 2016 i la Cimera Africana sobre Dones i Nenes en Tecnologia. També forma part del Grup d'Alt Nivell del secretari general de l'ONU sobre Cooperació Digital i del Grup d'Assessoria Digital del DFID, membre de la junta directiva d'IRIN News, membre de la Junta de Democràcia dels Ciutadans en línia del Regne Unit, i va treballar com a diputada al Grup d'Alt Nivell del secretari general de l'ONU per a l'Empoderament Econòmic de les Dones (2016-17).
L'any 2018, António Guterres, secretari general de Nacions Unides, la va convidar a unir-se al Panell d'Alt Nivell sobre Cooperació Digital.
Va desenvolupar el projecte de proveïment participatiu (crowdsourcing), Umati, un projecte de vigilància de discursos perillosos en línia, que al 2019 estava en execució a Kenya, Nigèria i Sudan del Sud. Ha treballat en publicacions sobre diversos temes com la Política de Mitjans de Comunicació de Kenya i el Paisatge Cívic Tecnològic. També desenvolupa tasques d'editora d'Innovative Africa i, ocasionalment, escriu una columna al diari kenyà Daily Nation i a la premsa internacional.

## Reconeixements
- 2019 - Va ser inclosa a la llista de 100 Dones (BBC).[5][6]